# Emmy Meyer-Laule
Emmy Meyer-Laule geb. Emma Laule, (* 20. Februar 1899 in Wehr (Baden); † 15. März 1985 in Wiesloch) war eine deutsche Politikerin der SPD.

## Leben
Emmy Laule besuchte nach der Volksschule in Wehr eine Klosterschule in der Schweiz. 1919 heiratete sie den 18 Jahre älteren Gymnasiallehrer Arthur Meyer und zog mit ihm nach Müllheim. 1920 wurde die Tochter Annemarie geboren. Meyer-Laule engagierte sich bereits nach dem Ersten Weltkrieg in der SPD, ihr Mann war Mitglied der Deutschen Demokratischen Partei. Sie wurden in der Zeit des Nationalsozialismus durch die Gestapo überwacht. Nach 1945 lebte Meyer-Laule mit ihrem Mann in Heidelberg und wurde erneut Mitglied der Sozialdemokraten. Sie war Parteifunktionärin mit dem Schwerpunkt für Frauenpolitik. Nach dem Tod ihres Ehemannes 1969 lebte sie bis zu ihrem Tod in einem Haus mit ihrer Tochter und ihrer Familie.

## Politische Tätigkeit
Nach Ende des Krieges beteiligte sich Meyer-Laule am Wiederaufbau der SPD und wurde 1946 Mitglied des Landesvorstands Württemberg-Baden. Sie gehörte dem Deutschen Bundestag seit dessen erster Wahl 1949 bis 1961 an. 1949 wurde sie über die Landesliste von Württemberg-Baden, danach über die von Baden-Württemberg ins Parlament gewählt. Während ihrer gesamten Amtszeit lag ihr Schwerpunkt auf der Regelung von Besatzungsschäden. Von 1953 bis 1957 war sie stellvertretende Vorsitzende des Bundestagsausschusses für Besatzungsfolgen. Außerdem war sie von 1953 bis 1961 stellvertretende Delegierte zum Europarat.